# Temporal Key Integrity Protocol
Temporal Key Integrity Protocol oder kurz TKIP ([ˌtiːˈkɪp]) ist ein Sicherheitsprotokoll für WLAN-Netzwerke. TKIP wurde von der IEEE-802.11i-Arbeitsgruppe in Zusammenarbeit mit der Wi-Fi Alliance entwickelt, um WEP zu ersetzen, ohne dass neue bzw. zusätzliche Anforderungen an die Hardware gestellt wurden. Die Kompatibilität zur im Einsatz befindlichen Hardware war zwingend erforderlich, da WiFi-Netzwerke mit Bekanntwerden der Schwachstellen von WEP keine funktionierende Verschlüsselung auf der Sicherungsschicht mehr besaßen.
Ab dem 31. Oktober 2002 unterstützte die Wi-Fi Alliance TKIP unter dem Namen Wi-Fi Protected Access (WPA). Das IEEE bestätigte die endgültige Fassung von TKIP. Zusammen mit robusteren Lösungen wie 802.1X und der AES-basierten CCMP wurden sie am 23. Juli 2004 im IEEE-Standard 802.11i-2004 veröffentlicht. Kurze Zeit später übernahm die Wi-Fi Alliance die vollständigen Spezifikationen unter dem Marketingnamen WPA2.
TKIP verwendet wie WEP den RC4-Algorithmus für die Verschlüsselung sowie die kryptographische 64-Bit-Hashfunktion Michael für Message Integrity Checks. Außerdem stellt TKIP sicher, dass jedes Datenpaket mit einem anderen Schlüssel gesichert ist, in den MAC-Adresse des Clients und die 48-Bit-Sequenznummer (als Maßnahme gegen Replay-Attacken) einfließt. Pakete, die nicht in die Reihenfolge passen, werden direkt verworfen.
Seit Januar 2009 gilt TKIP als nicht mehr ausreichend sicher und das IEEE rät von seiner Verwendung ab.